# واندا هاولی
 واندا هاولی (انگلیسی: Wanda Hawley؛ ‏ ۳۰ ژوئیهٔ ۱۸۹۵ – ۱۸ مارس ۱۹۶۳) بازیگر اهل ایالات متحده آمریکا بود.
از فیلم‌هایی که وی در آن‌ها نقش داشته است، می‌توان به چه اهمیتی داره؟ اشاره نمود.